# Slackware

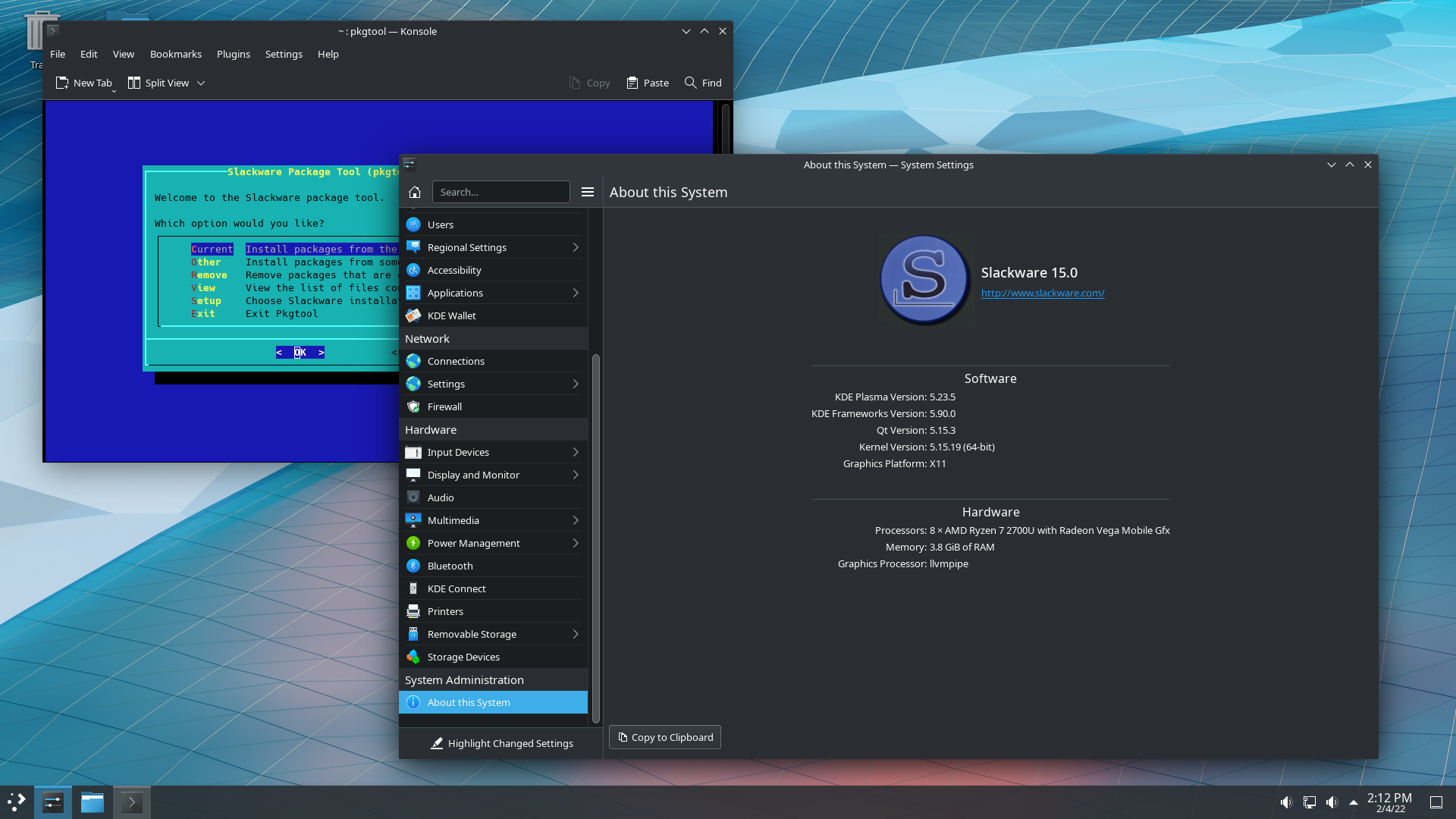
Skrivbordsmiljön KDE i Slackware.

Slackware är en linuxdistribution som utvecklas och underhålls av Patrick Volkerding sedan april 1993, och därmed är en av de äldsta linuxdistributionerna. Slackwares profil är att vara "Unix-lik" i sin struktur. Distributionen riktar sig i första hand till mer avancerade användare och är inriktad på att vara stabil och flexibel. Liksom de flesta andra moderna distributioner använder sig Slackware av ett paketsystem för att enkelt kunna underhålla och administrera olika delar av systemet. Till skillnad från många andra distributioner är paketsystemet mycket enkelt implementerat och rör sig egentligen bara om ett skript.
Patrick håller sin distribution mycket ren genom att så gott som aldrig patcha olika komponenter med specialfunktioner utan endast med säkerhetsfixar.

## Tillgänglighet
Slackware säljs inte kommersiellt utan tillhandahålls huvudsakligen via nerladdning från internet. De flesta större FTP-arkiven speglar hela eller delar av distributionen när nya versioner blir tillgängliga. Den senaste versionen finns även tillgänglig som en bittorrent-fil via Slackwares officiella webbplats.
Ibland ingår även Slackware i samlingar av Linux-distributioner och andra Unix-lika operativsystem. Oftast rör det sig då om binär-delen. Slackware innehåller även en stor del källkod som inte brukar inkluderas i samlingar på grund av deras storlek.
Ingen officiell support finns till Slackware (likt Red Hat) då användaren förväntas kunna Linux/Unix om denne aktivt väljer Slackware.